# Chlorid amonný
Chlorid amonný (triviálně salmiak) (NH4Cl) je bílá krystalická látka. Rozpouští se ve vodě, vodný roztok je slabě kyselý. Vyskytuje se jako nerost salmiak, a to zejména v hořících uhelných slojích, kde kondenzuje z plynů vznikajících při hoření, a také v některých sopkách.

## Výroba
Průmyslově se vyrábí reakcí amoniaku s kyselinou chlorovodíkovou:
{\displaystyle {\mathsf {NH_{3}+HCl\ \rightarrow \ NH_{4}Cl}}}
Laboratorně vzniká i reakcí dusičnanu amonného s chloridem draselným:
{\displaystyle {\mathsf {NH_{4}NO_{3}+KCl\ \rightarrow \ NH_{4}Cl+KNO_{3}}}}
Výsledkem je roztok chloridu amonného a dusičnanu draselného, po jehož odpaření zůstane směs chloridu amonného a dusičnanu draselného, ke které stačí přidat řepný cukr (nebo ještě lépe sorbitol), promíchat a vznikne směs uplatnitelná jako bílá dýmovnice.

## Vlastnosti
Zahříváním se chlorid amonný rozkládá:
{\displaystyle {\mathsf {NH_{4}Cl\ \to \ NH_{3}+HCl}}}
Plynný chlorovodík a amoniak ovšem spolu okamžitě reagují a vzniká opět NH4Cl podle rovnice:
{\displaystyle {\mathsf {NH_{3}+HCl\ \to \ NH_{4}Cl}}}

## Využití
- Jako přídatná látka v potravinářství se označuje kódem E 510. Užívá se jako regulátor kyselosti, přídavná látka do pečiva a pro ostře slanou chuť k výrobě některých slaných druhů lékořicových bonbónů (především ve Finsku, Skandinávii a Nizozemsku, např. finské salmiakki). Některé zdroje uvádějí, že nežádoucí účinky při požití nejsou známy a bezpečný denní příjem není stanoven; má se za to, že množství, které lze požít, je přirozeně omezeno jeho intenzivní chutí.[2] Ve vyhl. 4/2008 Sb. je výslovně uveden (společně například s kuchyňskou solí) jako látka, na kterou se tato vyhláška nevztahuje.[3] Je však uveden v seznamu závazně klasifikovaných nebezpečných chemických látek jako látka zdraví škodlivá (s tím, že škodí zdraví při požití a dráždí oči).[4]
- v dýmovnicích,
- upravuje se pomocí něj trať pro běh na lyžích (chemická úprava – zpevnění a zrychlení trati),
- při pájení k odstranění vrstvy oxidů z povrchu kovu,
- v suchých článcích jako depolarizátor,
- ve fotografii se používá jako ustalovač.
- jako antidotum vůči amfetaminu.

## Bezpečnost
Chlorid amonný je zdraví škodlivý při požití (způsobuje nauzeu, zvracení a bolesti v krku) a dráždí oči. Při zahřívání se rozkládá za vzniku chlorovodíku a amoniaku (oba plyny jsou toxické), v žáru mohou vznikat i oxidy dusíku. Chlorid amonný bouřlivě reaguje s dusičnanem amonným a s chlorečnanem draselným – nebezpečí požáru nebo výbuchu. Reaguje také s mědí a jejími sloučeninami, čehož se využívá při patinování předmětů z mědi a jejích slitin.